# Ятрышник бледный
Ятры́шник бле́дный (лат. Órchis pallens) — многолетнее травянистое растение рода Ятрышник (Orchis) семейства Орхидные (Orchidaceae).

## Ботаническое описание

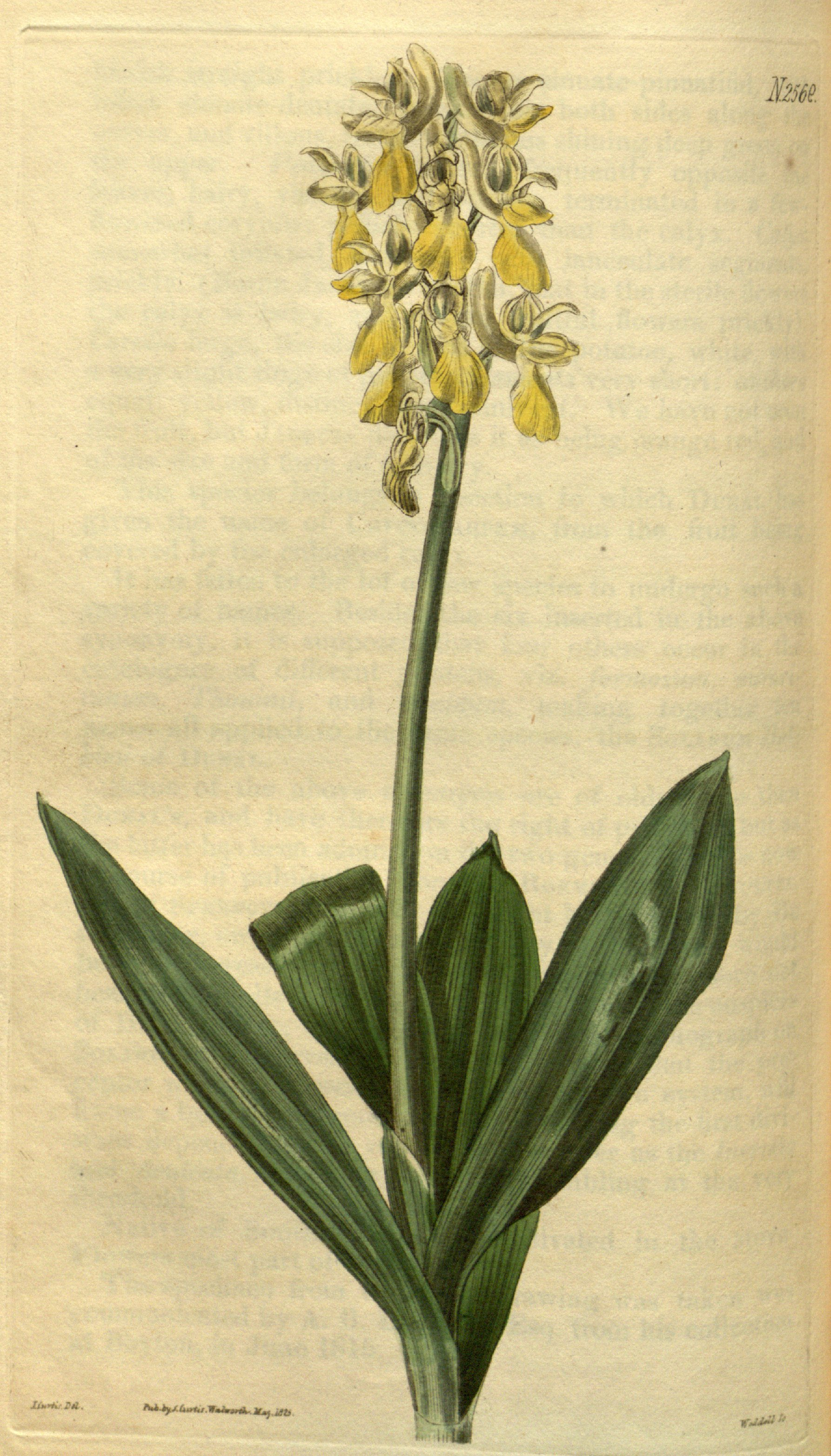
Ботаническая иллюстрация J. Curtis del., Weddell sc. из журнала «Curtis's Botanical Magazine», том 52, стр. 2569

Многолетнее травянистое клубневое растение высотой 15-35 см, с двумя беловатыми перепончатыми тупыми влагалищами у основания стебля.
Клубни яйцевидные или эллиптические, до 2,5 см длиной и 1,5 см шириной.
Листья в числе 3—5, продолговато-обратнояйцевидные, тупые, к основанию суженные, 2,5—35 мм шириной, 6—-11 см длиной, зелёные, без пятен, образуют розетку у основания стебля. Выше на стебле листовидное, объемлющее его, заострённое влагалище.
Соцветие — густой, многоцветковый колос, 3,5—7 см длиной, 3—4 см шириной, яйцевидный или коротко-цилиндрический.
Цветки бледно-жёлтые или желтовато-зелёные, с за́пахом, напоминающим бузину чёрную. Прицветники ланцетные, почти равны завязи, 1—1,3 см длиной, до 4 мм шириной, с одной жилкой, желтоватые. Боковые листочки наружного круга отклонены в стороны, неравнобокие, с тремя жилками, продолговато-яйцевидные, длиной 8—9 мм; средний — слегка вогнутый, продолговато-эллиптический, тупой, с одной жилкою, 7—8 мм длиной. Два лепестка внутреннего круга околоцветника тупые, 5—6 мм длиной. Губа более яркого жёлтого цвета, с тёмными жилками, к середине зеленовато-желтоватая, почти округлая, 7—8,5 мм длиной, 7,5—10 мм шириной, сверху с мельчайшими сосочками, с округлёнными тупыми боковыми лопастями, с более широкой, широко-квадратной, на верхушке слабо выемчатой или цельнокрайной средней лопастью. Шпорец цилиндрический, тупой, 7—11 мм длиной, короче или почти равен завязи, изогнут книзу. Цветёт в апреле — мае.

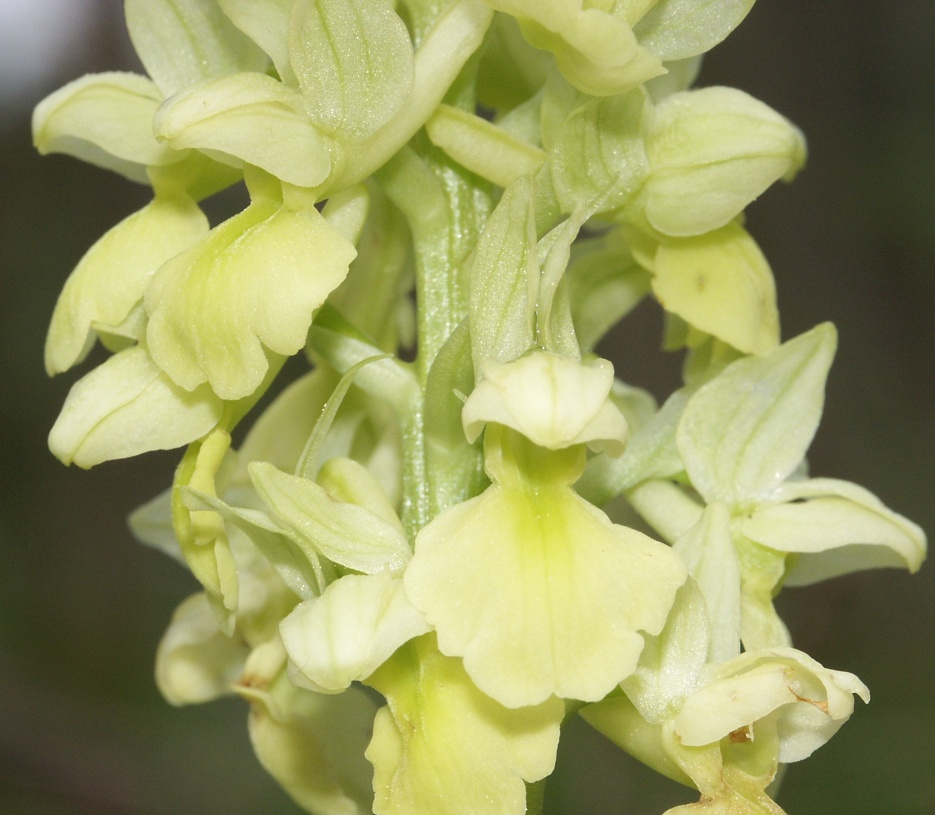
Цветки

## Распространение
Ареал охватывает центральную и южную часть Европы (Австрия, Чехословакия, Германия, Венгрия, Польша, Швейцария, Франция, Корсика, Испания, Албания, Болгария, Греция, Италия, Румыния, Югославия) Крит, Кавказ, Турцию, средний горный пояс Крыма, кроме Яйлы; Адлерский район Краснодарского края (на хребте Аибга).
Встречается редко на горных лугах, лесных полянах.
Вид внесён в Красные книги России, Краснодарского края и Украины.